# Bruno Giacometti
Bruno Giacometti (24. august 1907 – 21. marts 2012) var en schweizisk arkitekt og bror til kunstnerne Alberto og Diego Giacometti. Han var blandt efterkrigstidens mest bemærkelsesværdige arkitekter i Schweiz.

## Galleri
- Rådhus i Uster 
Foto: Roland Fischer